# André Avellin
Pour les articles homonymes, voir Saint André.
André Avellin (en italien Andrea Avellino), né en 1521 à Castronuovo di Sant'Andrea dans la région italienne de la Basilicate et décédé le 10 novembre 1608 à Naples, est un prêtre catholique de l'ordre des Théatins. Reconnu saint par l'Église catholique, il est liturgiquement commémoré le 10 novembre.

## Biographie

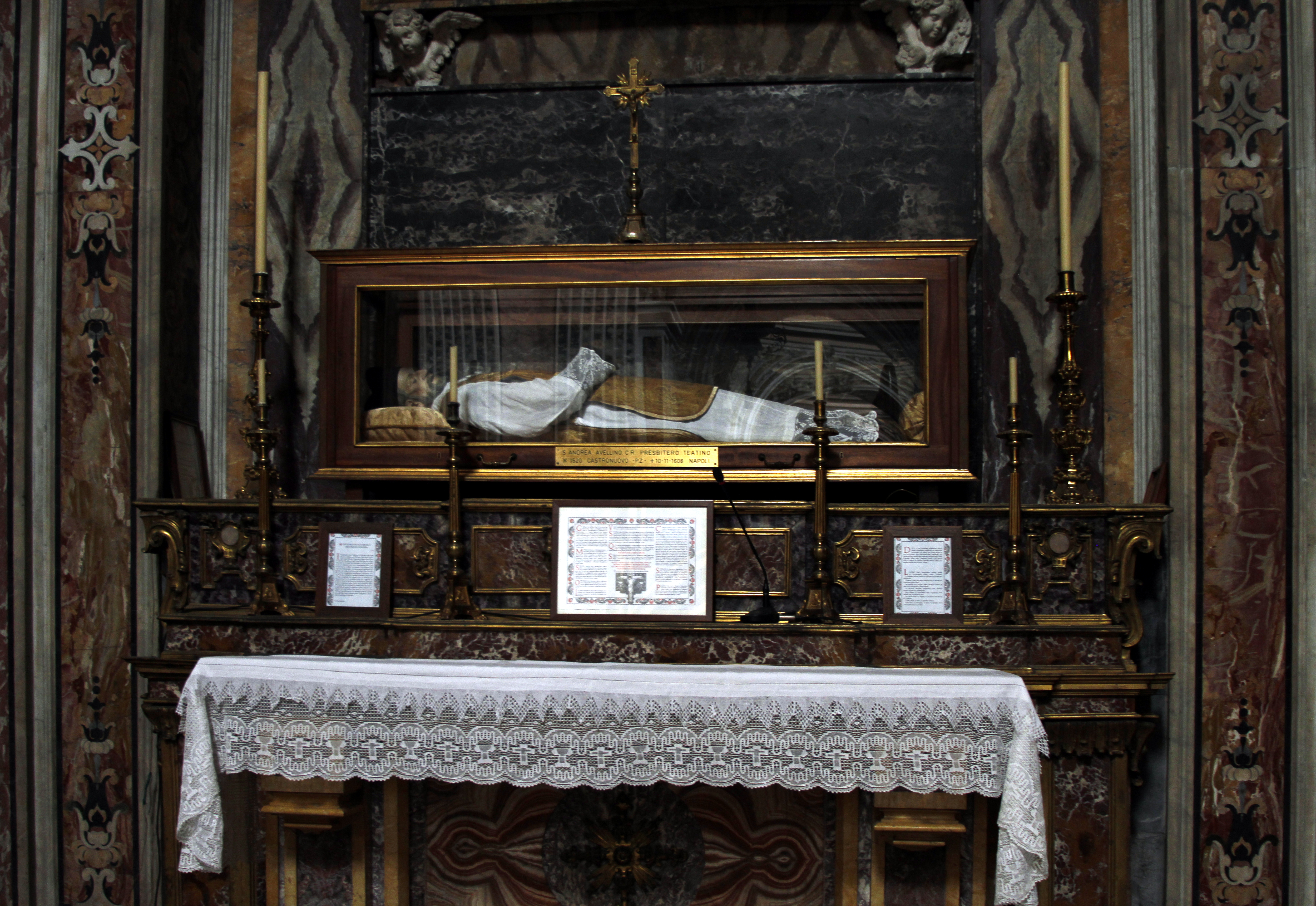
Châsse contenant le corps de saint André Avellin avec les habits sacerdotaux qu'il portait à sa mort.

Ses parents, Giovanni Avellino et Marguerite Appella, lui donnent le prénom de Lancelot. Son premier précepteur est son oncle, Cesare Appella, archiprêtre.
En 1532, il part pour Senise afin d'étudier les lettres classiques, les mathématiques et la musique pendant quatre ans. Il aide aussi son oncle en donnant le catéchisme dans la paroisse. Il est ordonné prêtre en 1545 et l'année suivante, il s'inscrit à l'université de Naples pour préparer une licence afin de devenir avocat ecclésiastique.
En 1548, il fait la connaissance du jésuite espagnol, Jacques Lainez, qui l'influence profondément. À partir de ce moment, André songe à renoncer aux diplômes qu'il veut obtenir et à se mettre totalement au service de Dieu. C'est alors qu'il souhaite rejoindre la famille des Théatins que saint Gaétan de Thiene vient de fonder (en 1533) à Naples.
En attendant, il se met à travailler comme avocat auprès de l'archevêché de Naples. Il défend un prêtre et gagne son procès, mais pour y parvenir, il doit mentir, et ce péché marque profondément André. Il décide immédiatement de tout abandonner pour se consacrer cette fois entièrement à Dieu. Il retourne chez lui, se fait remettre sa part d'héritage et revient vers Mgr Scipione Rebiba, à Naples.
Le 14 août 1556, il entre comme postulant chez les Théatins de la maison Saint-Paul de Naples. Le 30 novembre de la même année, il revêt l'habit de novice, en prenant le nom de religion d'André et, le 25 janvier 1558, il prononce ses vœux. Il fait deux vœux particuliers, celui de toujours combattre sa volonté personnelle et le second de tendre toujours à la perfection, autant qu'il le pourrait.
L'année suivante, il est reçu à Rome avec saint Gaétan de Thiene par le pape Paul IV (cofondateur de l'ordre avec saint Gaétan) et en 1560 il devient maître des novices où il est particulièrement apprécié comme confesseur.
En 1567, le père Don André Avellin est nommé supérieur de la maison Saint-Paul de Naples, succédant au bienheureux Paolo Burali d'Arezzo. Il est visiteur de la province de Lombardie entre 1573 et 1577 et de la province de Campanie en 1590 et 1591.
La « légende dorée »  hagiographique rapporte à son sujet quelques prodiges : par exemple, « Une nuit que, par une grande tempête, il revenait de confesser un malade, la violence de la pluie et du vent éteignit le flambeau qui servait à l'éclairer. Non seulement ni lui, ni ses compagnons, ne reçurent aucune goutte d'eau, au milieu des torrents de pluie qui tombaient, mais André, grâce à une vive splendeur qui jaillissait miraculeusement de son corps, servit de guide, au sein des plus profondes ténèbres, à ceux qui étaient avec lui. »
Ses neveux furent assassinés: il sollicite la grâce de leur assassin. Il forma un célèbre disciple, Laurent Scupoli, l'auteur du Combat spirituel.
Épuisé par ses labeurs, il meurt subitement, le 10 novembre 1608, debout, au-devant de l'autel où il venait célébrer la messe. Il s'effondre, soutenu par l'assistant, alors qu'il récitait pour la troisième fois la prière Introibo ad altare Dei.

## Vénération
Son procès en béatification est lancé en décembre 1614. Il est béatifié par le pape Urbain VIII le 14 octobre 1624 puis canonisé par le pape Clément XI le 22 mai 1712 et sa fête fixée le 10 novembre. Son corps repose à Naples dans la basilique San Paolo Maggiore où se trouve également le corps de Gaétan de Thiene, de Paolo Burali d'Arezzo et de Jean Marinoni.
Son intercession est invoquée par les mourants pour obtenir une paisible et sainte agonie comme la sienne.

## Son œuvre

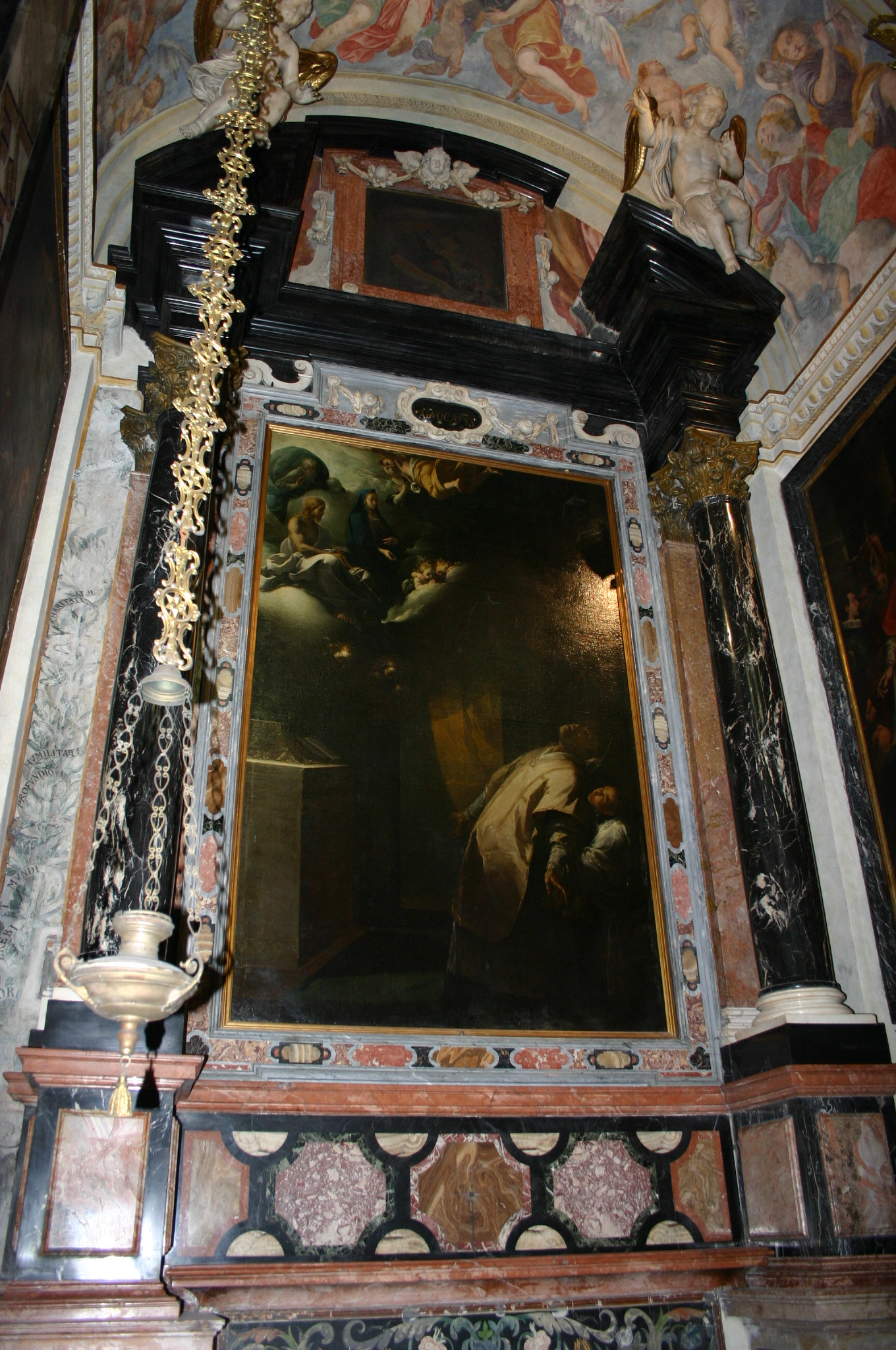
Saint André Avellin en extase mystique, par Francesco Cairo (Milan).

Son activité pastorale fut intense dans la période troublée qui était celle de la Contre-Réforme. C'est ainsi qu'il travaille avec saint Charles Borromée à Milan et dans les environs.
Il œuvre aussi énormément pour les pauvres, les laborieux, pendant les révoltes populaires à Naples. Il fut un épistolier prolixe laissant plus de mille lettres et de nombreux traités d'exégèse biblique. Il était particulièrement inspiré par saint Augustin, saint Jean Chrysostome, saint Bernard et saint Thomas.
Le père André Avellin fut très apprécié comme directeur spirituel et comme prédicateur. Il fut aussi un grand réformateur. Ses principes en tant que supérieur étaient :
- Agir selon les voies de la sagesse, avec douceur et fermeté.
- Imiter en toutes choses le Seigneur, en prenant exemple sur son enseignement et sur sa Parole.
- Tout voir, dissimuler beaucoup, et corriger avec charité, sans jamais blesser personne.
- Valoriser la bonne volonté des frères, valoriser leur travail, et le leur dire, parce qu'ils sont des exemples pour les autres.

## Ses livres
Il composa plusieurs œuvres de piété, imprimées à Naples en cinq volumes:
- Le premier volume  contient :
  - Un traité de la prière
  - Une expression de l'oraison dominicale
  - L'expression des prières les plus usitées en l'honneur de la Sainte Vierge
  - Un commentaire de l'épître de saint Jacques :
- Le second volume contient :
  - Un traité du renoncement au monde
  - Des commentaires sur le psaume CXVIII et XLV
  - Un traité sur les huit Béatitudes
- Le troisième volume contient des homélies pour les Évangiles de tous les dimanches de l'année et tous les jours de Carême
- Le quatrième volume contient :
  - Les exercices de l'esprit
  - Des méditations
  - Des avis à une religieuse
  - Une explication des Dons du Saint Esprit
  - Un traité sur le Péché Originel
- Le cinquième volume comprend différents traités sur l'amour de Dieu et du prochain, la miséricorde, l'humilité et les vertus chrétiennes.

Il reste aussi un recueil de lettres éditées en 1732 à Naples en deux volumes et rééditées en 2007 (Édition D'AURIA M.).

## Iconographie
La première gravure sur cuivre qui est apparue  dans un récit hagiographique à Naples était celle d'André Avellin. Une gravure signée en 1614  de Felice Padovano, un grand graveur napolitain, fut réemployée en 1627 dans les  Successi maravigliosi  della veneratione del. B. Andrea Avellino du théatin Antonio Giovanni Cagiano   et fait sans doute partie des gravures tirées au moment de  sa béatification.

## Postérité

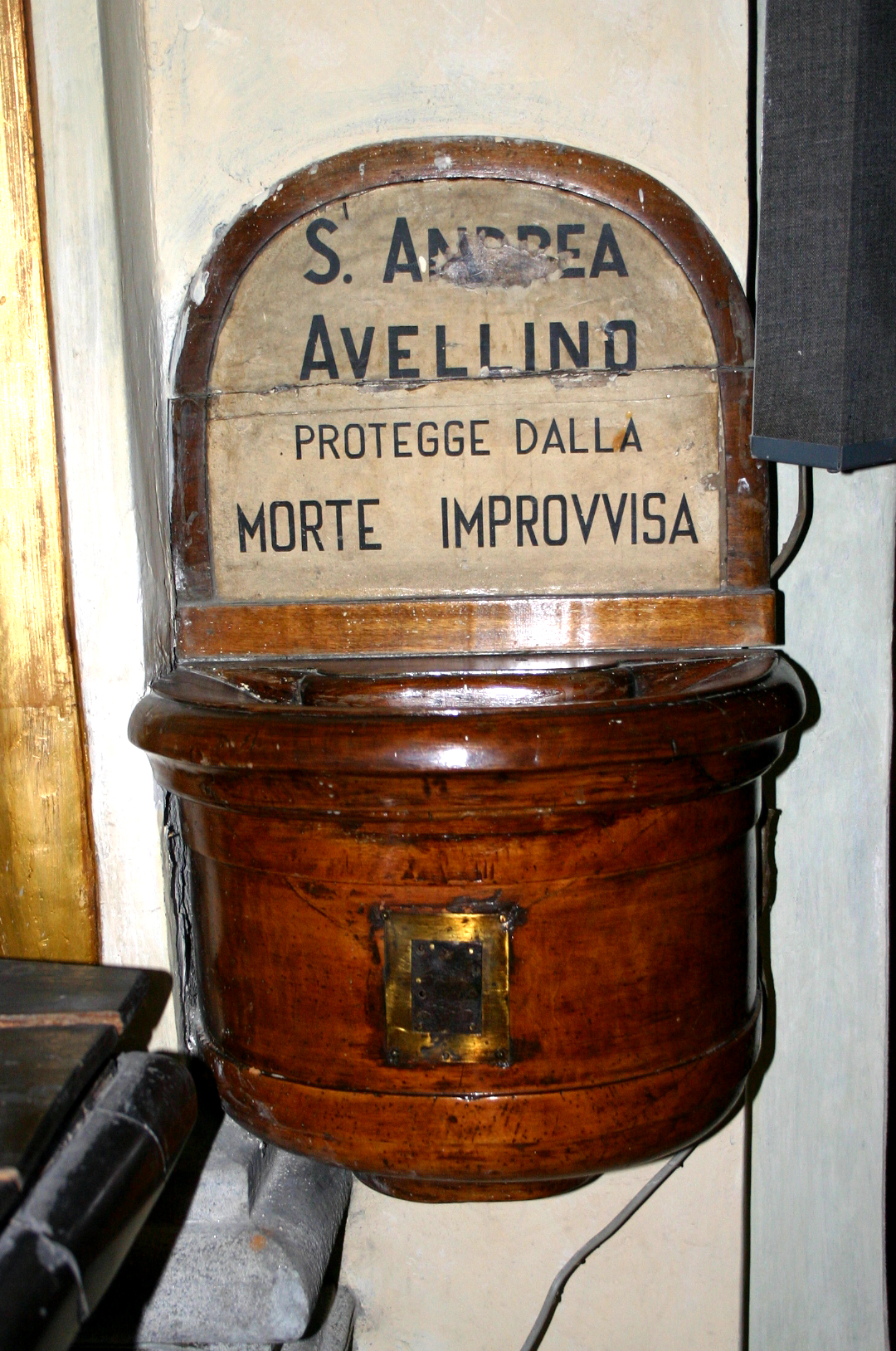
Milan, Sant'Antonio Abate, invocation à saint André Avellin pour être protégé d'une mort imprévisible.

- Une municipalité canadienne porte le nom de Saint-André-Avellin.
- À Castronuovo di Sant'Andrea se trouve encore sa maison natale, et un olivier porte son nom.
- Il est vénéré aussi à  Pezzaze[6].

## Sources
- Le petit livre des saints - Rosa Giorgi - Larousse - 2006 -  (ISBN 2-03-582665-9)
- Vies des pères des martyrs et des... - Google Livres  Alban Butler  Vies des pères des martyrs et des autres principaux saints, Volume 17.